# Erik Solbakken
Erik Solbakken (nacido el 17 de noviembre de 1984 en Hemsedal, Noruega) es un presentador de la televisión noruega. Solbakken es conocido por presentar el Festival de la Canción de Eurovisión 2010 junto a Haddy N'jie y Nadia Hasnaoui.
Ha presentado varios programas infantiles. En el año 2010 presentó la prestigiosa "Idrettsgallaen" junto a Haddy N'jie y el programa "Popstokk", la versión noruega de "BattlePop", que se emitió los viernes por las noches a través de la cadena de TV noruega NRK.
En 2011, fue presentador del concurso de Eurovisión Jóvenes Bailarines 2011 (celebrado en Noruega).